# Attard
Ħ'Attard Málta egyik helyi tanácsa a nagy sziget központi részén. Lakossága 10 186 fő. Ħal Balzannal és Ħal Lijával együtt alkotják Málta Három Falvát. Főbb külterületei Ta' Qali és Misraħ Kola.

## Története
A Xarolla-szélmalom közelében föníciai sírokra bukkantak, ezek a legkorábbi emberi jelenlét nyomai. Később római sírokat és cserepeket is találtak a környéken. 1575-ben a 665 lakosú község önálló egyházközség lett. A mai központhoz közeli Ta' Fġieni részen épült a 17. századi plébániatemplom. 1623-36 között a Johanniták palotát építettek és hatalmas kerteket létesítettek (San Anton-palota és a botanikus kert), ez ma a köztársasági elnöki rezidencia. 
1676-ban bubópestis pusztította el a lakosság 7%-át, azóta élő a községben Szent Rókus tisztelete. A brit uralom idején a San Anton-palota a kormányzó rezidenciája lett, a kertek 1882 óta látogathatók. 1942-ben két középkori kápolnája, a tas-Salvatur és a tal-Lunzjata is bombázás áldozata lett. 1962-ben nyitották meg a Corinthia Hotelt, amely mára nemzetközi lánccá bővült.
Az 1980-as évekig apró földművelő község volt, a közlekedés és infrastruktúra fejlődésével ekkor kezdett rohamosan növekedni. 1994 óta Málta egyik helyi tanácsa. Ma számos követség, vállalat székhelye.

## Ta' Qali
Ta' Qali apró község volt Ħ'Attardtól nyugatra. A határában épült brit repülőtér a második világháborúban a tengelyhatalmak bombázóinak kedvelt célpontja volt, közelsége miatt pedig a falu is elpusztult a háború végére. Területének jelentős része ma nemzeti park, a repülőtér megmaradt épületei ipari parknak és a Kézműves Falunak (Crafts Village) adnak otthont. Itt épült fel 1980-ban Málta új nemzeti stadionja.
Koordinátái: é.sz. 35° 53' 30.34", k.h. 14° 25' 6.61"

## Önkormányzata
Hétfős helyi tanács irányítja. A jelenlegi (6.) tanács 2012 óta van hivatalban.
Polgármesterei:
- nincs adat (1994-1998)
- Norbert Pace (1998-n.a.)
- Stefan Cordina (Nemzeti Párt, n.a.-2012-)

## Nevezetességei

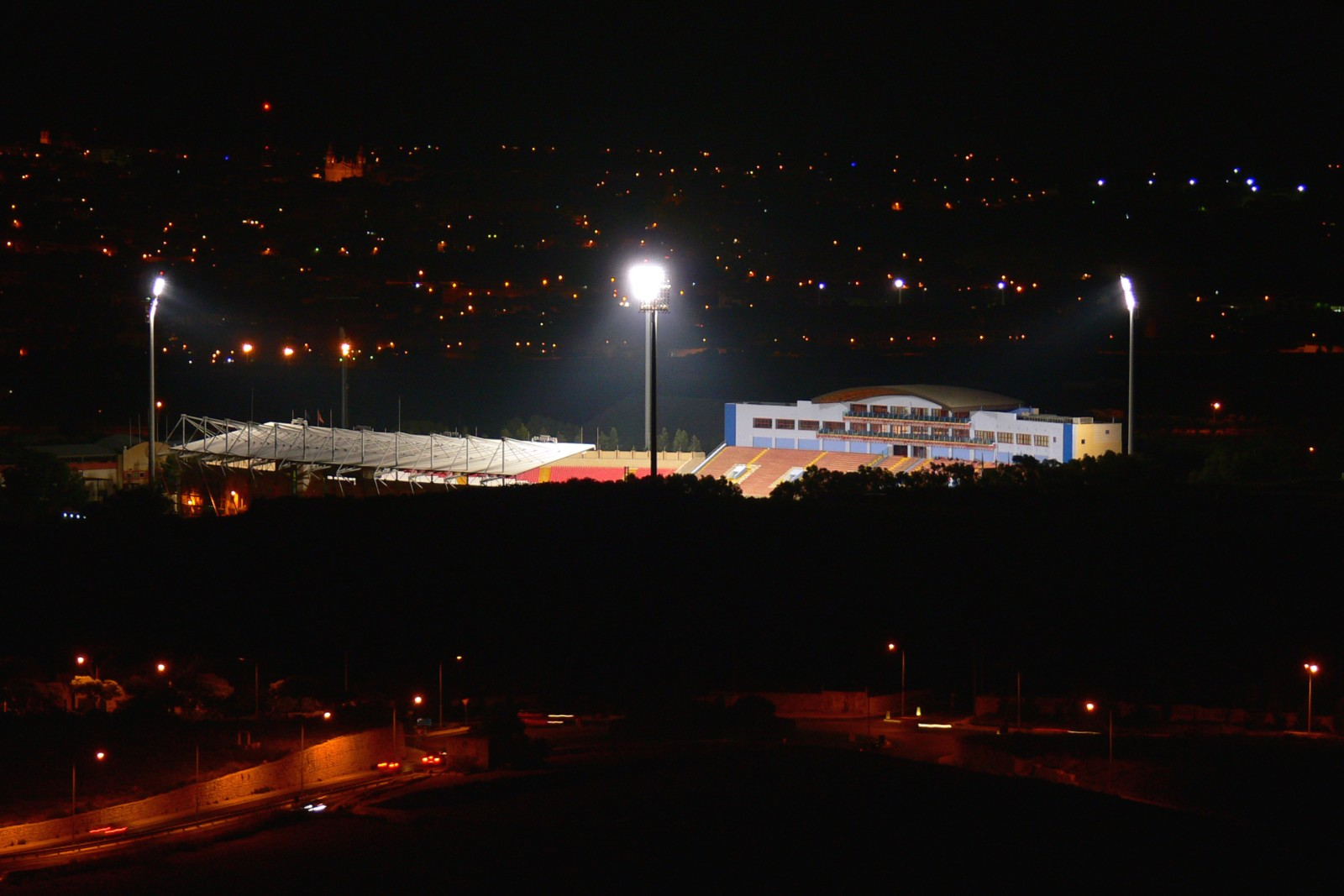
A Nemzeti Stadion Mdina falairól

- Wignacourt-vízvezeték: Alof de Wignacourt nagymester Valletta számára vizet szállító 15 635 méter hosszú építménye
- Régi plébániatemplom: a helyi Tumas Dingli (a vallettai Porta Reale tervezője) mesterművének tartják, épületei közül egyedül ez maradt meg eredeti állapotában
- Vasútmúzeum: a helyi Nicholas Azzopardi összegyűjtött szinte mindent, amit talált a máltai vasútról, valamint modelleket épített az állomásokról, mozdonyokról, kocsikról
- San Anton-palota és a botanikus kert: 1623 és 1636 között épült Antoine de Paule nagymester pihenőhelyéül. A brit kormányzó székhelye volt, ma elnöki rezidencia

## Kultúra
Band clubjai:
- Soċjetà Muzikali La Stella Levantina
- Soċjetà Filarmonika Banda Marija Assunta

## Sport
Sportegyesületei:
- Atlétika: Attard Athletic Club
- Labdarúgás: Attard FC (1974): jelenleg a harmadosztályban játszik

## Közlekedése
Autóval bárhonnan jól megközelíthető, a sziget fő gyorsforgalmi útvonalai áthaladnak rajta.
Buszjáratai (2011. november után):
- 51 (Valletta-Mtarfa)
- 52 (Valletta-Dingli)
- 53 (Valletta-Rabat)
- 54 (Valletta-Attard)
- 106 (Mater Dei Kórház-Ta' Qali)
- 109 (Baħrija-Għar Lapsi)
- 202 (Dingli-Pembroke)
- 203 (Rabat-Pembroke)
- 205 (Rabat-Pembroke)
- X3 (expressz, Repülőtér-Buġibba)
- N32 (éjszakai, San Ġiljan-Għargħur)
- N52 (éjszakai, San Ġiljan-Dingli)
- N61 (éjszakai, San Ġiljan-Siġġiewi)

## Híres polgárai
- Itt született Tumas Dingli kőfaragó, építész, Valletta főkapujának és több híres máltai templomnak a tervezője (1591-1666)
- Itt halt meg Sir Gerald Strickland miniszterelnök, több amerikai és ausztrál brit gyarmat kormányzója (1861-1940)